# SOSUS
SOSUS (Sound Surveillance System) er et undervandsbaseret aflytningssystem, der lyttede efter sovjetiske ubåde under den kolde krig. Systemet bestod af aflytningsstationer omkring Grønland, Island og England (GIUK-Gap) placeret i Nordatlanten. Det mest oplagte sted var CFS Alert i Canada her var der kun vand og is til Nordpolen.
Mellem England, Island og Grønland findes undersøiske SOSUS lyttestationer. Der var endvidere placeret Sosus-stationer ved USA's østkyst.
Det sovjetiske strategiske bombefly Tupolev Tu-95 med fire motorer med otte kontraroterende propeller afgiver en kraftig infralyd, der kan måles af SOSUS.
Selve SOSUS systemet er grundlæggende hemmeligt, men benyttes nu også til at spore hvaler.  